# Elements of Power
Elements of Power är det svenska power metal-bandet Veonitys femte studioalbum, det andra på det italienska skivbolaget Scarlet Records och det sista med Anders Sköld på sång. Det släpptes i februari 2022 och i mars i Japan på Chaos Reigns. Två singlar föregick albumet: "Dive into the Light" och "Altar of Power".
På skivan gästsjunger Siegfried Samer från österrikiska Dragony och svenske Kaspar Dahlqvist (ShadowQuest, ex-Dionysus, ex-Stormwind) bidrar med keyboard. En musikvideo spelades in till "Dive into the Light".

## Låtlista
1. "Beyond the Realm of Reality" – 4:57
2. "The Surge" – 4:38
3. "Altar of Power" – 4:21
4. "Elements of Power" – 4:51
5. "Gargoyles of Black Steel" – 4:26
6. "Dive into the Light" – 5:26
7. "Facing the Water" – 4:42
8. "Blood of the Beast" – 5:10
9. "Curse of the Barren Plains" – 4:24
10. "Return to the Land of Light" – 3:45

## Medverkande
Musiker
- Kristoffer Lidre – basgitarr
- Joel Kollberg – trummor
- Samuel Lundström – gitarr
- Anders Sköld – sång, gitarr

Bidragande musiker
- Siegfried Samer – sång
- Kaspar Dahlqvist – keyboard

Produktion
- Veonity – producent
- Fredrik Nordström – mixning, mastering
- Chris David – trumtekniker
- Thomas Holmstrand – omslagskonst, foto, logotyp
- Åsa Holmstrand – omslagskonst, foto, logotyp